# Готика (фильм, 1986)
«Готика» (англ. Gothic) — фильм режиссёра Кена Рассела.

## Сюжет
1816 год. На швейцарской вилле лорда Байрона проводят ночь сам хозяин и его гости — поэт Перси Шелли, его возлюбленная Мэри Годвин (будущая создательница «Франкенштейна»), её сводная сестра Клер Клермон и доктор Джон Полидори (будущий создатель «Вампира»). Им предстоит пережить ночь кошмаров, перевоплощений и чудес.

## В ролях
- Джулиан Сэндс — Перси Биши Шелли
- Наташа Ричардсон — Мэри Шелли
- Гэбриэл Бирн — лорд Байрон
- Тимоти Сполл — д-р Полидори
- Мириам Сир — Клер Клермон

## Призы
- 1987 — Международный фестиваль фантастического кино Fantsporto — приз жюри за спецэффекты, за исполнение роли Байрона — актёру Габриэлу Бирну.